# Evangelische Kirche Görsroth

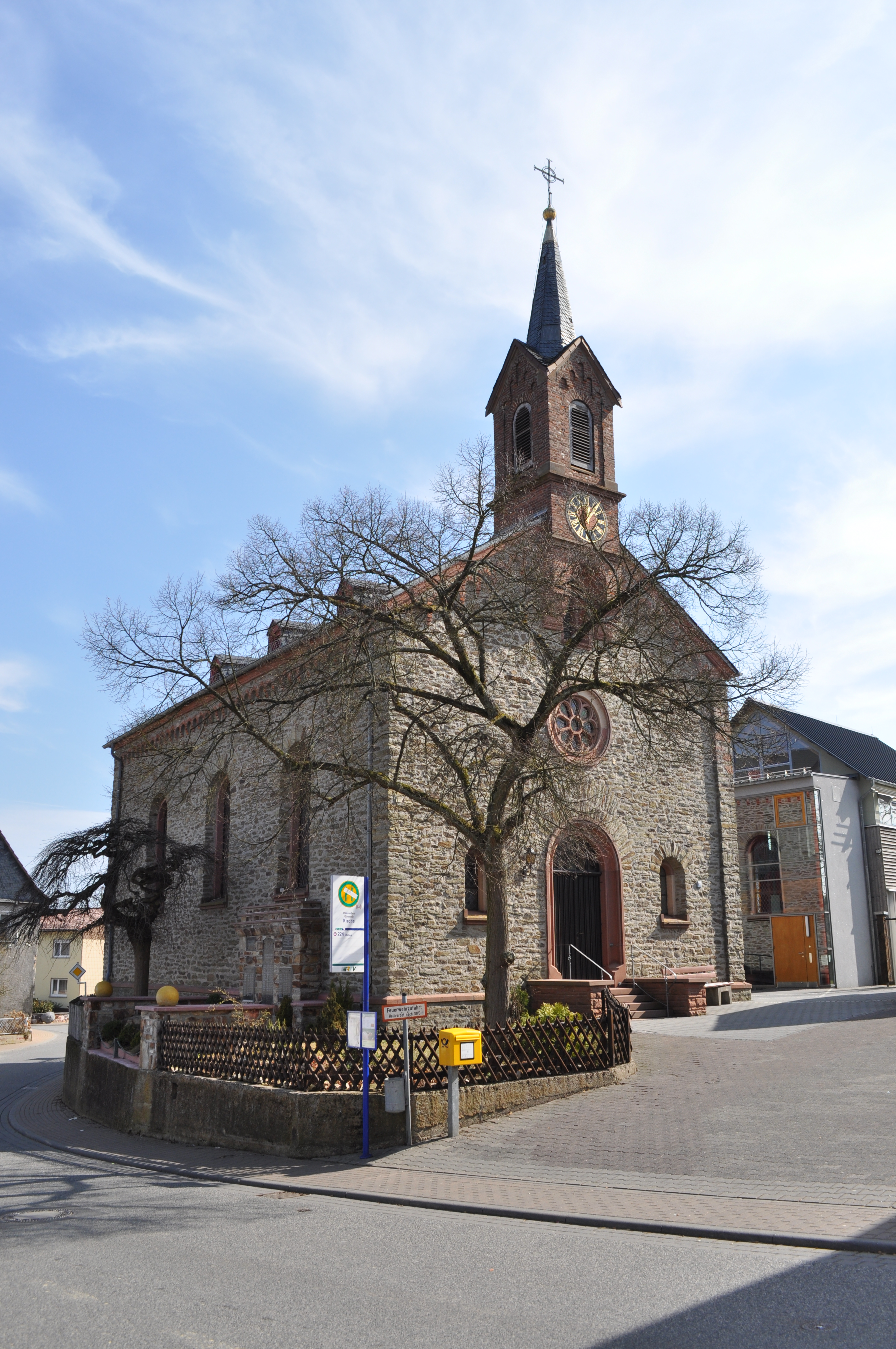
Evangelische Kirche Görsroth

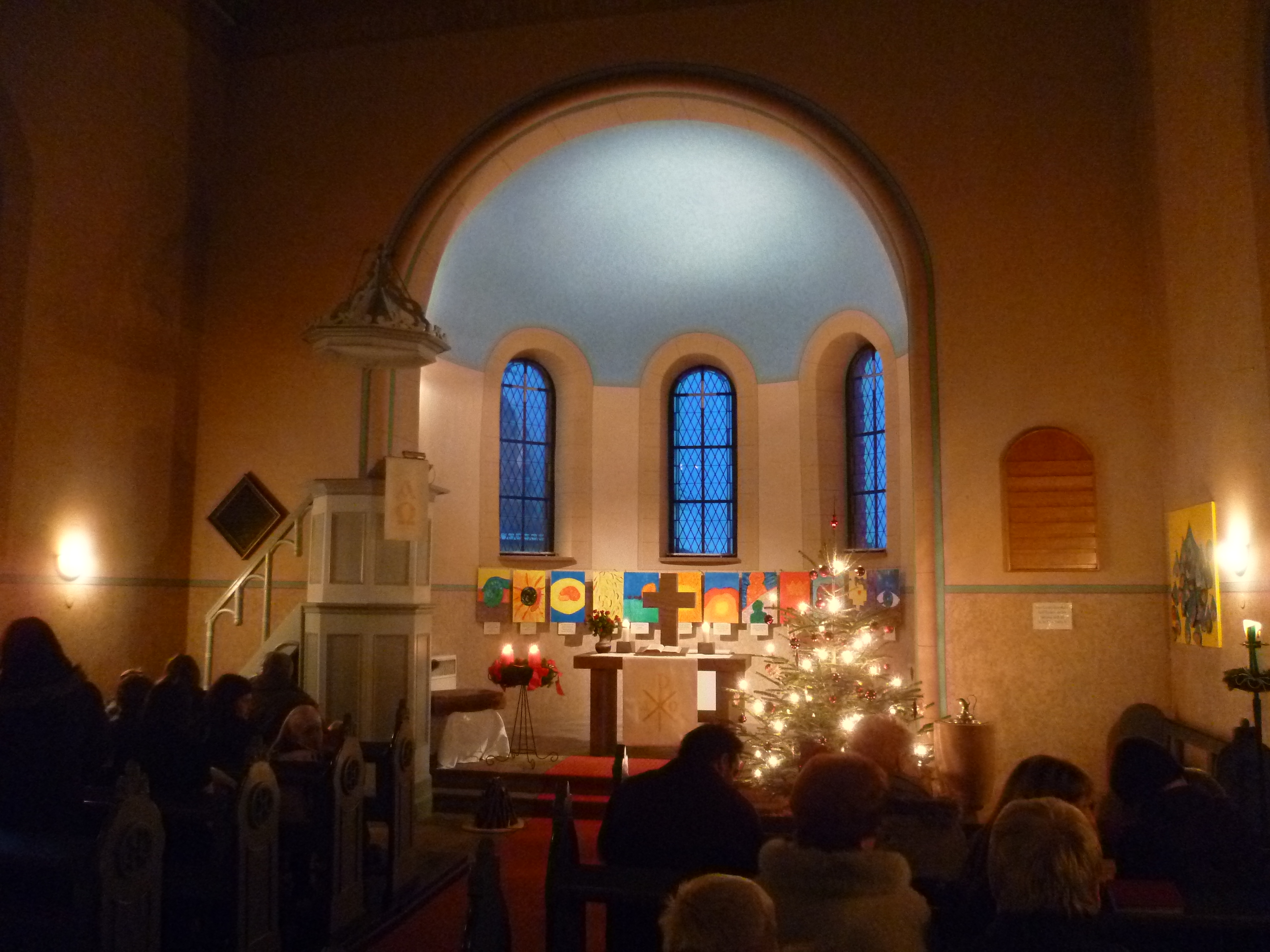
Das Kircheninnere

Die Evangelische Kirche Görsroth in der Hessenstraße 26 in Hünstetten-Görsroth wurde 1872 in der Ortsmitte anstelle einer vorherigen Fachwerkkirche errichtet. Die Kirche steht unter Denkmalschutz.

## Beschreibung
Es handelt sich um einen Saalbau in sichtbar belassenem Bruchsteinmauerwerk mit 5/8-Chor und verschiefertem Satteldach mit Gauben. Es findet sich ein zierlicher, aus Ziegeln gemauerter Frontdachreiter mit Giebeln und Spitzhelm. An der Eingangsseite ist eine Sandsteinrosette vorhanden. Umlaufend verläuft ein Rundbogenfries unter der Traufe aus Backstein; Rundbogenfenster. Die Vorhalle ist gewölbt, der Chor innen rund. Die Westempore steht auf Holzstützen. Zudem besteht eine Kanzel aus der Erbauungszeit. Die Gestühlswangen sind durch Schnitzereien verziert. Der Fußboden besteht aus diagonal verlegten Sandsteinplatten.

## Geschichte
Anfangs gehörte die evangelische Gemeinde von Görsroth zu Auroff, bis 1594 eine eigene Fachwerkkirche errichtet wurde. Diese wurde aufgrund der Baufälligkeit 1869 abgetragen. Bereits ab Mitte des 18. Jahrhunderts füllten sich die Kirchenbücher mit Klagen über den schlechten Zustand der Kirche.
Im Jahr 1867 begannen die Planungen für den Neubau. Am 23. Juli 1870 erfolgte an dem heutigen Kirchenbau die Grundsteinlegung und am 6. Oktober 1872 die Einweihung. In diesem Zug wurde auch der Friedhof in Richtung Kesselbach verlegt.
Die Orgel wurde 1872 von dem Orgelbauer Gustav Raßmann, Möttau erbaut und 1889 auf der Empore eingebaut.
Im Ersten Weltkrieg wurden die Glocken eingeschmolzen. Nach Kriegsende erfolgte ein Ersatz durch Stahlglocken. Nach dem Zweiten Weltkrieg wurden diese Stahlglocken wiederum durch die heutigen Glocken ersetzt. Eine der Stahlglocken findet sich als Totenglocke auf dem Friedhof Görsroth, die andere hängt an einem Holzgerüst auf dem Kirchengelände und mahnt so das Schicksal der ursprünglichen Glocken an.
1990 wurde im Altarraum ein Sandsteinaltar gesetzt, der den früheren Holzaltar ablöste. 1995 erfolgte eine Innenrenovierung.
Die Kirchengemeinde, die mit denen von Eschenhahn und Oberauroff pfarramtlich verbunden ist, gehört zum Dekanat Rheingau-Taunus in der Propstei Rhein-Main der Evangelischen Kirche in Hessen und Nassau (EKHN).

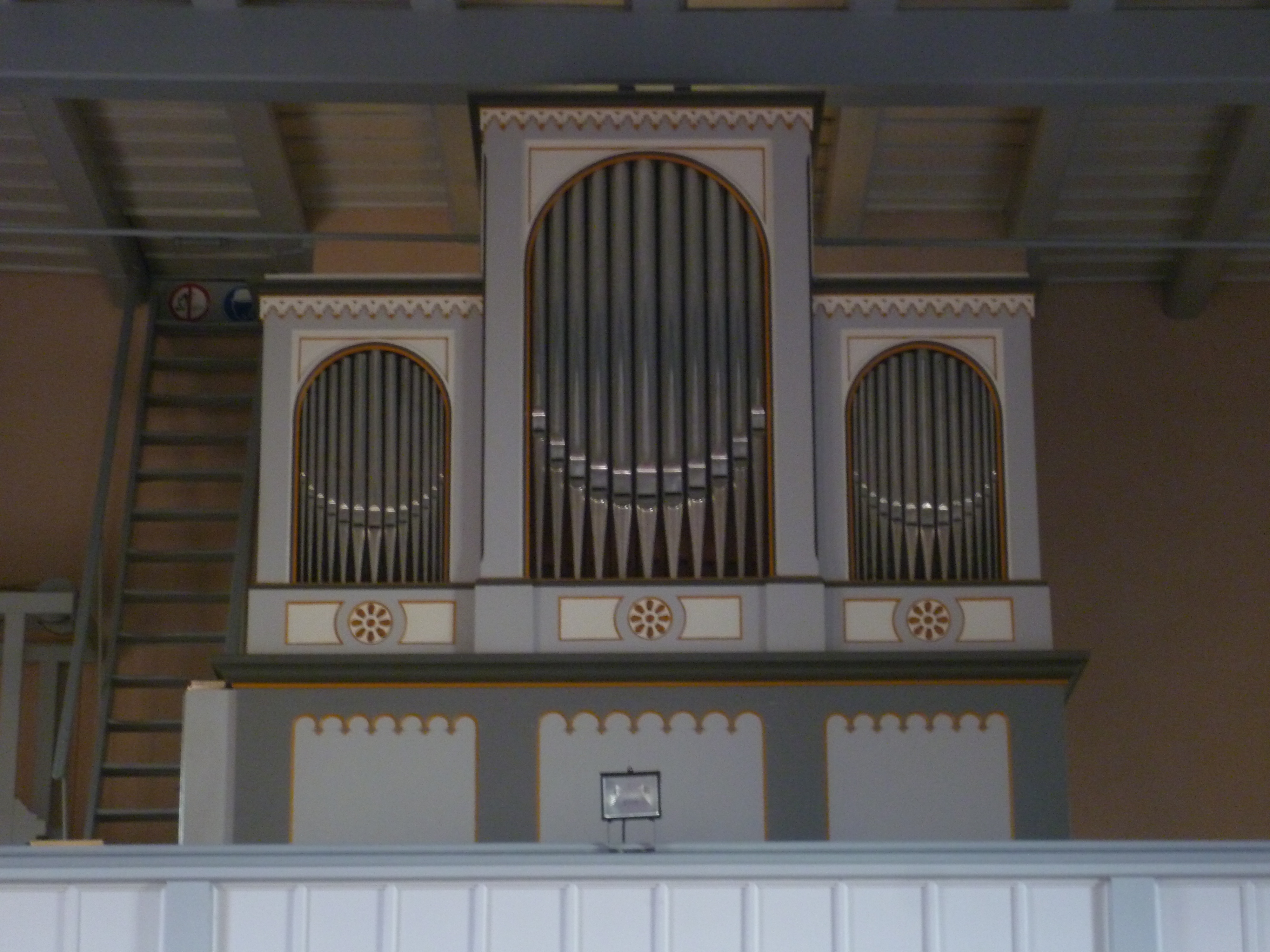
Die Orgel der Kirche
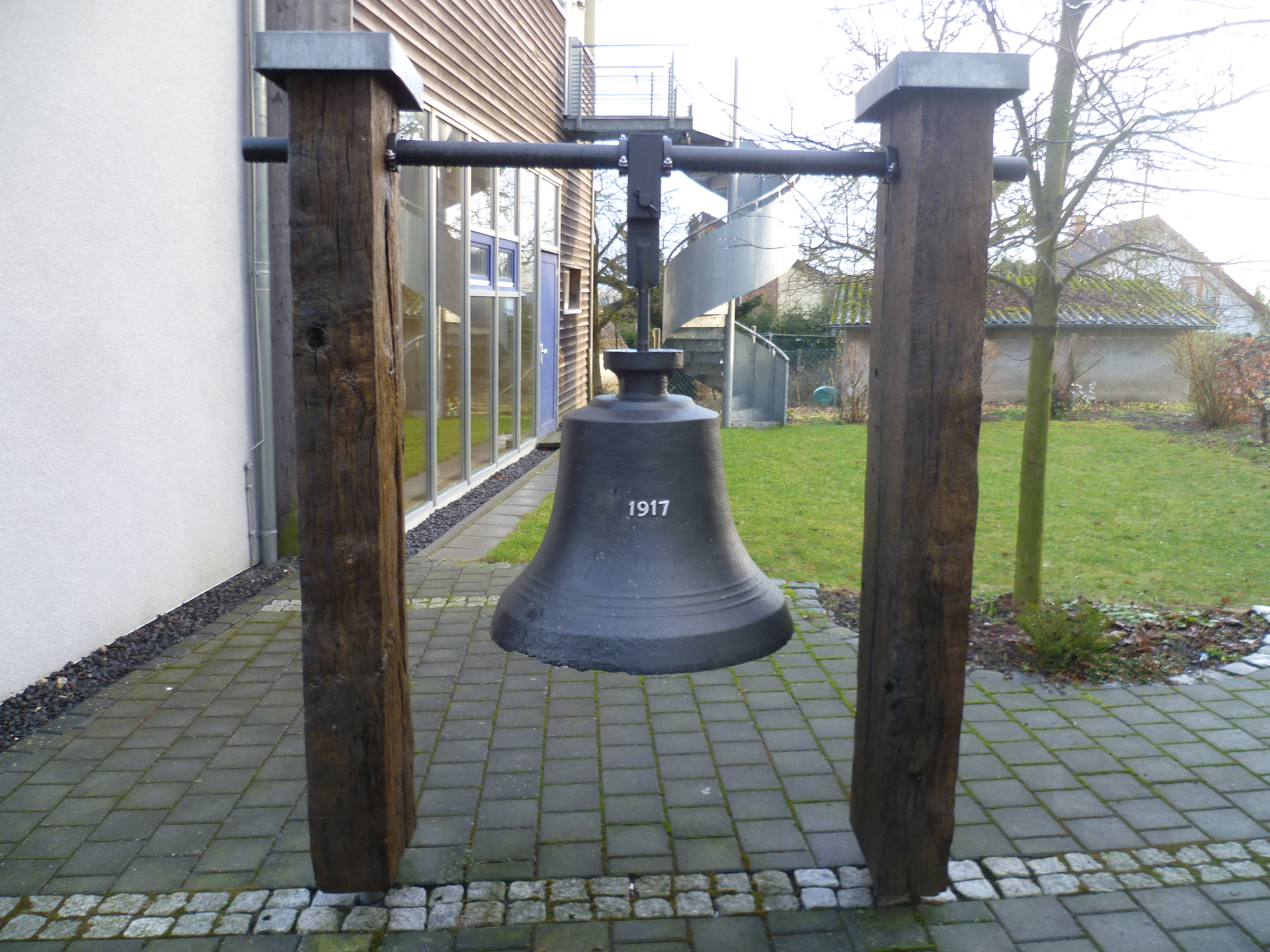
Die als Mahnmal aufgestellte Stahlglocke
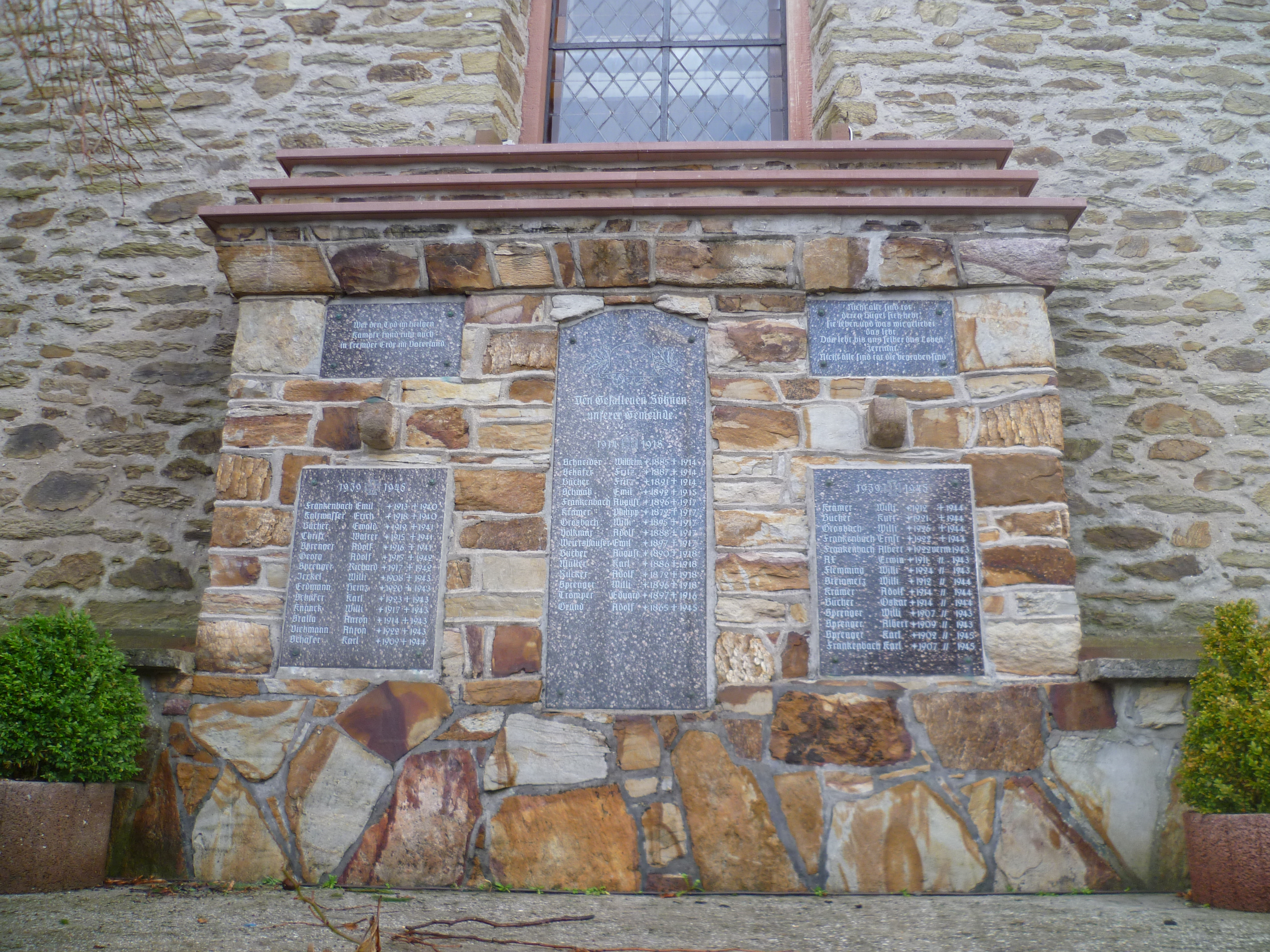
Das Gefallenendenkmal an der Kirche